# Brephos nigrobasalis
Brephos nigrobasalis är en fjärilsart som beskrevs av Max Bartel 1903. Brephos nigrobasalis ingår i släktet Brephos och familjen nattflyn. Inga underarter finns listade i Catalogue of Life.